# Estadio municipal de Ümraniye
El Estadio municipal de Ümraniye ( en turco: Ümraniye Belediyesi Şehir Stadyumu  </link> ) es un estadio con capacidad para 3.513 espectadores ubicado en el distrito Ümraniye de Estambul. Alberga los partidos en casa del club Ümraniyespor de la Süper Lig .
El club deportivo de Ümraniyespor alcanzó la Süper Lig, el estadio fue actualizado a los estándares de la Süper Lig.
Es también conocido como Ümraniye Hekimbaşı Şehir Stadyumu.